# Pseudodebis griseola
Pseudodebis griseola är en fjärilsart som beskrevs av Gustav Weymer 1911. Pseudodebis griseola ingår i släktet Pseudodebis och familjen praktfjärilar. Inga underarter finns listade i Catalogue of Life.